# Nebelhöhle (Mudershausen)
Die Nebelhöhle ist eine Höhle bei Mudershausen, Rhein-Lahn-Kreis in Rheinland-Pfalz.
Die Nebelhöhle wurde 1999 von der Höhlenkundlichen Arbeitsgruppe Hessen (HAGH) entdeckt und im Jahr 2000 vermessen. Sie ist mit 650 m Länge und 80 m vertikaler Tiefe sowohl die längste als auch tiefste Höhle in Rheinland-Pfalz. Die Höhle beinhaltet Kristallbildungen und großflächige Perl- und Knöpfchensinter. Sie ist der Öffentlichkeit nicht zugänglich.